# Pat Conroy

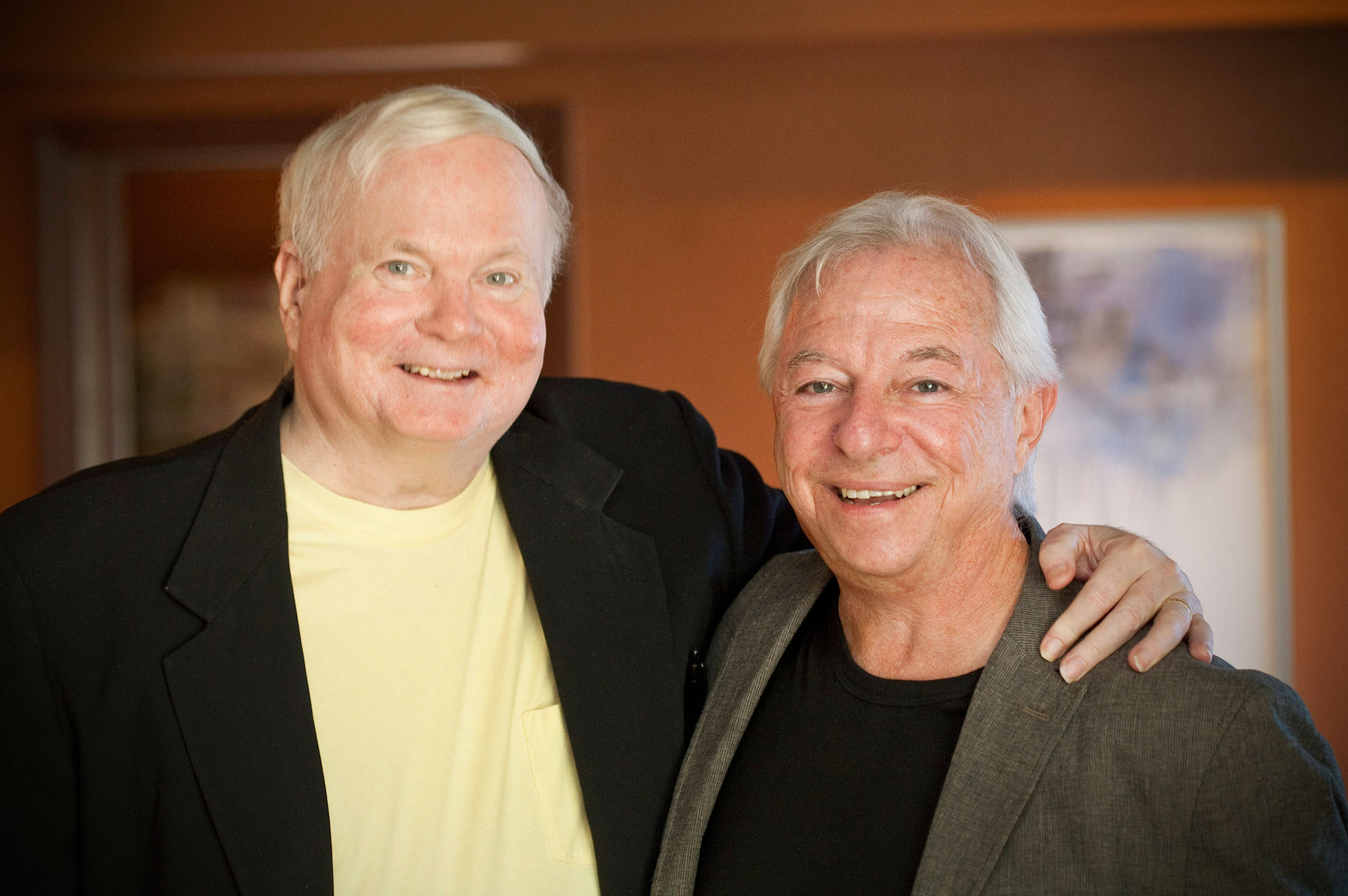
Pat Conroy & Tom Poland nel 2013

Donald Patrick Conroy (Atlanta, 26 ottobre 1945 – Beaufort, 4 marzo 2016) è stato uno scrittore statunitense.

## Riconoscimenti
- Nel 1992 è stato candidato per l'Oscar alla migliore sceneggiatura non originale per l'adattamento del suo romanzo Il principe delle maree (The Prince of Tides) bestseller del 1986

## Opere
- The Boo (1970)
- The Water Is Wide (1972)
- The Great Santini (1976)
- The Lords of Discipline (1980)
- Il principe delle maree (The Prince of Tides) (1986) - edizione italiana: Bompiani, 1989. ISBN 88-452-1430-3
- Beach Music (1995) - Bompiani, 1996. ISBN 88-452-2806-1
- The Pat Conroy Cookbook: Recipes of My Life (1999)
- La mia stagione no (My Losing Season) (2002) - Bompiani, 2003
- I ragazzi di Charleston (South of Broad) (2009) - Bompiani, 2009. ISBN 978-88-452-6376-7
- My Reading Life (2010)
- Padre e figlio (The Death of Santini) (2013) - Bompiani, 2013. ISBN 978-88-452-7969-0

## Filmografia
Dalle opere dell'autore sono stati tratti i seguenti adattamenti cinematografici:
- Conrack, regia di Martin Ritt (1974), dal romanzo The Water Is Wide.
- Il grande Santini (The Great Santini), regia di Lewis John Carlino (1979), dal romanzo omonimo.
- Cavalli di razza (The Lords of Discipline), regia di Franc Roddam (1983), dal romanzo omonimo.
- Il principe delle maree (The Prince of Tides) dal romanzo omonimo, diretto e interpretato da Barbara Streisand (1991) che ricevette 7 nomination al premio oscar.
- The Water Is Wide, regia di John Kent Harrison (2006), dal romanzo omonimo.